# RK Umag
Maillots
Le RK Umag est un club de handball, situé à Umag en Croatie, évoluant en Premijer Liga.

## Historique
- ?: Fondation du RK Umag
- 1994: Le club est vice-champion de Croatie (D1)
- 2001: Le club remonte en  Premijer Liga (D1)
- 2003: Le club est finaliste de la Coupe de Croatie
- 2009: Le club descend en 1. HRL (D2)
- 2013: Le club remonte en  Premijer Liga (D1)

## Personnalité liée au club

### Entraineur
- Lino Červar

### Joueurs
- Damir Bičanić
- Michele Skatar
- Tin Tokić
- /  Stefan Vujić